# Kaddisch
Das Kaddisch (aramäisch קַדִּישׁ qadîš, deutsch ‚heilig; Heiligtum‘, von hebräisch קַדוֹשׁ qadōš) ist eines der wichtigsten Gebete im Judentum. Es ist ein Heiligungsgebet und bildete sich in den Jahrhunderten nach der Zeitenwende heraus, wobei sich der ursprüngliche Kernbestand erweiterte und sein liturgischer Gebrauch sich im Laufe der Jahrhunderte veränderte. Die ältesten nachzulesenden Fassungen finden sich in Geniza-Fragmenten, die keinem bestimmten Werk zuzuordnen sind. Eine Version des Gebetes in einem Siddur des Amram Gaon (um 900) basiert auf einer aschkenasischen Bearbeitung, die keiner der älteren Fassungen entspricht. Im Gegensatz zu fast allen anderen jüdischen Gebeten ist seine Sprache nicht nur Hebräisch, sondern auch Aramäisch.
Das Gebet ist im Wesentlichen eine Lobpreisung Gottes. Obwohl sich mit der Zeit Assoziationen mit Tod und Trauer entwickelt haben, erscheinen diese Begriffe nicht selbst im Gebet. Die wichtigsten Gedanken des Kaddischgebetes finden sich auch in dem im Neuen Testament Jesus von Nazareth zugeschriebenen Vaterunser.

## Text des Kaddisch
| Text des Kaddisch – נוסח הקדיש                                             | |                                                           |                                                                                               |
| #                                                                          | Aramäischer Text | Transliteration                                           | Deutsche Übersetzung                                                                          |
| 1                                                                          | יִתְגַּדַּל וְיִתְקַדַּשׁ שְׁמֵהּ רַבָּא.                                                                                                | yiṯgaddal wəyiṯqaddaš šəmēh rabbāʾ.                       | Erhoben und geheiligt werde sein großer Name                                                  |
| 2                                                                          | בְּעָלְמָא דִּי בְרָא כִרְעוּתֵהּ                                                                                                  | bəʿāləmāʾ dî ḇərāʾ ḵirʿûṯēh                               | auf der Welt, die nach seinem Willen von Ihm erschaffen wurde                                 |
| 3                                                                          | וְיַמְלִיךְ מַלְכוּתֵהּ | wəyamlîḵ malḵûṯēh                                         | sein Reich erstehe                                                                            |
| 4                                                                          | בְּחַיֵּיכוֹן וּבְיוֹמֵיכוֹן וּבְחַיֵּי דְכָל בֵּית יִשְׂרָאֵל,                                                                               | bəḥayyêḵôn ûḇəyômêḵôn ûḇəḥayyê ḏəḵol bêṯ yiśrāʾēl,        | in eurem Leben in euren Tagen und im Leben des ganzen Hauses Israel,                          |
| 5                                                                          | בַּעֲגָלָא וּבִזְמַן קָרִיב וְאִמְרוּ אָמֵן.                                                                                          | baʿăḡālāʾ ûḇizman qārîḇ wəʾimrû ʾāmēn.                    | schnell und in nächster Zeit, sprecht: Amen!                                                  |
| 6                                                                          | יְהֵא שְׁמֵהּ רַבָּא מְבָרַךְ לְעָלַם וּלְעָלְמֵי עָלְמַיָּא                                                                                   | yəhēʾ šəmēh rabbāʾ məḇāraḵ ləʿālam ûləʿāləmê ʿāləmayyāʾ   | Sein großer Name sei gepriesen in Ewigkeit und Ewigkeit der Ewigkeiten.                       |
| 7                                                                          | יִתְבָּרַךְ וְיִשְׁתַּבַּח וְיִתְפָּאַר                                                                                                  | yiṯbāraḵ wəyištabbaḥ wəyiṯpāʾar                           | Gepriesen und gerühmt, verherrlicht,                                                          |
| 8                                                                          | וְיִתְרוֹמַם וְיִתְנַשֵּׂא וְיִתְהַדָּר                                                                                                | wəyiṯrômam wəyiṯnaśśēʾ wəyiṯhaddār                        | erhoben, erhöht, gefeiert,                                                                    |
| 9                                                                          | וְיִתְעַלֶּה וְיִתְהַלָּל שְׁמֵהּ דְּקֻדְשָׁא                                                                                              | wəyiṯʿalleh wəyiṯhallāl šəmēh dəquḏšāʾ                    | hocherhoben und gepriesen sei der Name des Heiligen,                                          |
| 10                                                                         | בְּרִיךְ הוּא לְעֵלָּא מִן כָּל בִּרְכָתָא שִׁירָתָא                                                                                      | bərîḵ hûʾ ləʿēllāʾ min kol birḵāṯāʾ šîrāṯāʾ               | gelobt sei er, hoch über jedem Lob und Gesang,                                                |
| 11                                                                         | תֻּשְׁבְּחָתָא וְנֶחָמָתָא דַּאֲמִירָן בְּעָלְמָא וְאִמְרוּ אָמֵן.                                                                                | tušbəḥāṯāʾ wəneḥāmāṯāʾ daʾămîrān bəʿāləmāʾ wəʾimrû ʾāmēn. | jeder Verherrlichung und Trostverheißung, die je in der Welt gesprochen wurde, sprecht: Amen! |
| Bis hierher: „Halbes Kaddisch“ (Ursprüngliches Kaddisch)                   | |                                                           |                                                                                               |
| Es folgt das überlieferte/akzeptierte Zusatz-(Mussaf)-Gebet:               | |                                                           |                                                                                               |
| 14                                                                         | לפי מרבית נוסח הספרדים: תִּתְקַבַּל צְלוֹתָנָא וּבָעוּתָנָא עִם צְלוֹתְהוֹן וּבָעוּתְהוֹן דְּכָל-בֵּית יִשְׂרָאֵל, קֳדָם אֲבוּנָא דְבִשְׁמַיָּא (וְאַרְעָא), וְאִמְרוּ אָמֵן. |                                                           | Gemäß den meisten sephardischen Gemeinden:                                                    |
| 14                                                                         | תִּתְקַבַּל צְלוֹתְכוֹן וּצְלוֹתְהוֹן וּבָעוּתְהוֹן דְּכָל בֵּית יִשְׂרָאֵל קֳדָם אֲבוּנָא דִּי בִשְׁמַיָּא                                                     |                                                           | Gemäß den jemenitischen Juden (Jemen baladi):                                                 |
| 14                                                                         | לפי יתר הנוסחים: תִּתְקַבַּל צְלוֹתְהוֹן וּבָעוּתְהוֹן דְּכָל בֵּית יִשְׂרָאֵל קֳדָם אֲבוּהוֹן דִּי בִשְׁמַיָּא וְאִמְרוּ אָמֵן.                                 |                                                           | Gemäß anderen Quellen                                                                         |
| „Kaddisch nach dem Studium“ (= Kaddisch der Rabbiner/Kaddisch de-Rabbanan) | |                                                           |                                                                                               |
| 15                                                                         | עַל יִשְׂרָאֵל וְעַל רַבָּנָן וְעַל תַּלְמִידֵיהוֹן וְעַל כָּל תַּלְמִידֵי תַלְמִידֵיהוֹן.                                                             |                                                           | Israel, den Lehrern, ihren Schülern, allen Schülern ihrer Schüler                             |
| 16                                                                         | וְעַל כָּל מָאן דְּעָסְקִין בְּאוֹרַיְתָא                                                                                            |                                                           | Aschkenasische und sephardische Quelle: und allen, die sich mit der Tora beschäftigen,        |
| 16                                                                         | דְּיָתְבִין דְּעָסְקִין בְּאוֹרַיְתָא קַדִּשְׁתָּא                                                                                          |                                                           | Italienische Quelle                                                                           |
| 16                                                                         | דְּעָסְקִין בְּאוֹרַיְתָא קַדִּשְׁתָּא                                                                                                 |                                                           | Quelle der Sepharden                                                                          |
| 16                                                                         | דְּעָסְקִין בְּאוֹרַיְתָא |                                                           | Jemen baladi:                                                                                 |
| 17                                                                         | דִּי בְאַתְרָא הָדֵין וְדִי בְכָל אָתָר וְאָתָר,                                                                                      |                                                           | … an diesem heiligen Ort und an jedem anderen Ort.                                            |
| 18                                                                         | יְהֵא לָנָא וּלְהוֹן וּלְכוֹן                                                                                                  |                                                           | Ihnen sei                                                                                     |
| 19                                                                         | שְׁלָמָא רַבָּא |                                                           | Fülle des Friedens,                                                                           |
| 20                                                                         | חִנָּא וְחִסְדָּא וְרַחֲמֵי |                                                           | Gunst, Gnade, Erbarmen,                                                                       |
| 21                                                                         | וְחַיֵּי אֲרִיכֵי וּמְזוֹנֵי רְוִיחֵי וּפֻרְקָנָא                                                                                       |                                                           | Die aschkenasischen Juden ergänzen: langes Leben, reichlicher Lebensunterhalt und Erlösung    |
| 22                                                                         | מִן קֳדָם אֱלָהָנָא מָארֵי שְׁמַיָּא וְאַרְעָא                                                                                         |                                                           | Italienische Quelle: vor ihrem Vater im Himmel und auf Erden,                                 |
| 22                                                                         | מִן קֳדָם מָארֵי שְׁמַיָּא וְאַרְעָא                                                                                               |                                                           | Quellen der Sepharden:                                                                        |
| 22                                                                         | מִן קֳדָם אֲבוּהוֹן דִּי בִשְׁמַיָּא                                                                                               |                                                           | Ashkenasische und sephardische Quelle:                                                        |
| 22                                                                         | מִן קֳדָם אֲבוּנָא דְּבִשְׁמַיָא                                                                                                  |                                                           | Jemen baladi:                                                                                 |
| 23                                                                         | וְאִמְרוּ אָמֵן. |                                                           | sprecht: Amen!                                                                                |
| מכאן ואילך מוסיפים בכל סוגי הקדיש למעט חצי קדיש                            | |                                                           |                                                                                               |
| 24                                                                         | יְהֵא שְׁלָמָא רַבָּא מִן שְׁמַיָּא                                                                                                 |                                                           | Fülle des Friedens vom Himmel herab                                                           |
| 25                                                                         | וְחַיִּים עָלֵינוּ וְעַל כָּל יִשְׂרָאֵל                                                                                             |                                                           | Aschkenasische Quelle und Leben möge uns und ganz Israel zuteilwerden,                        |
| 25                                                                         | וְחַיִּים טוֹבִים עָלֵינוּ וְעַל כָּל יִשְׂרָאֵל                                                                                       |                                                           | Italienische Quelle                                                                           |
| 25                                                                         | חַיִּים וְשָׁבָע וִישׁוּעָה וְנֶחָמָה וְשֵׁיזָבָא וּרְפוּאָה וּגְאֻלָּה וּסְלִיחָה וְכַפָּרָה וְרֵוַח וְהַצָּלָה לנו לָנוּ וּלְכָל עַמּוֹ יִשְׂרָאֵל                            |                                                           | Sephardische Quelle                                                                           |
| 25                                                                         | וְסִיַּעְתָּא וּפֻרְקָנָא וּרְוַחָא וְחִנָּא וְחִסְדָּא וְרַחֲמֵי עֲלֵיכוֹן וַעֲלַנָא וְעַל כָּל קְהָלְהוֹן דְּכָל בֵּית יִשְׂרָאֵל לְחַיִּים וּלְשָׁלוֹם                           |                                                           | Jemen baladi                                                                                  |
| 26                                                                         | וְאִמְרוּ אָמֵן. |                                                           | sprecht: Amen!                                                                                |
| 27                                                                         | עוֹשֶׂה שָׁלוֹם בִּמְרוֹמָיו הוּא בְּרַחֲמָיו יַעֲשֶׂה שָׁלוֹם                                                                               |                                                           | Der Frieden stiftet in seinen Himmelshöhen, er stifte Frieden                                 |
| 28                                                                         | עָלֵינוּ וְעַל כָּל יִשְׂרָאֵל                                                                                                   |                                                           | unter uns und ganz Israel,                                                                    |
| 29                                                                         | וְאִמְרוּ אָמֵן. |                                                           | Die meisten Versionen enden mit: sprecht: Amen!                                               |
| 29                                                                         | וִינַחֲמֵנוּ בְּצִיוֹן וְיִבְנֶה בְּרַחֲמָיו אֶת יְרוּשָׁלָיִם בְּחַיֵּינוּ וּבְיָמֵינוּ בְּקָרוֹב אָמֵן וְאָמֵן.                                                 |                                                           | Jemen baladi:                                                                                 |

## Verwendung

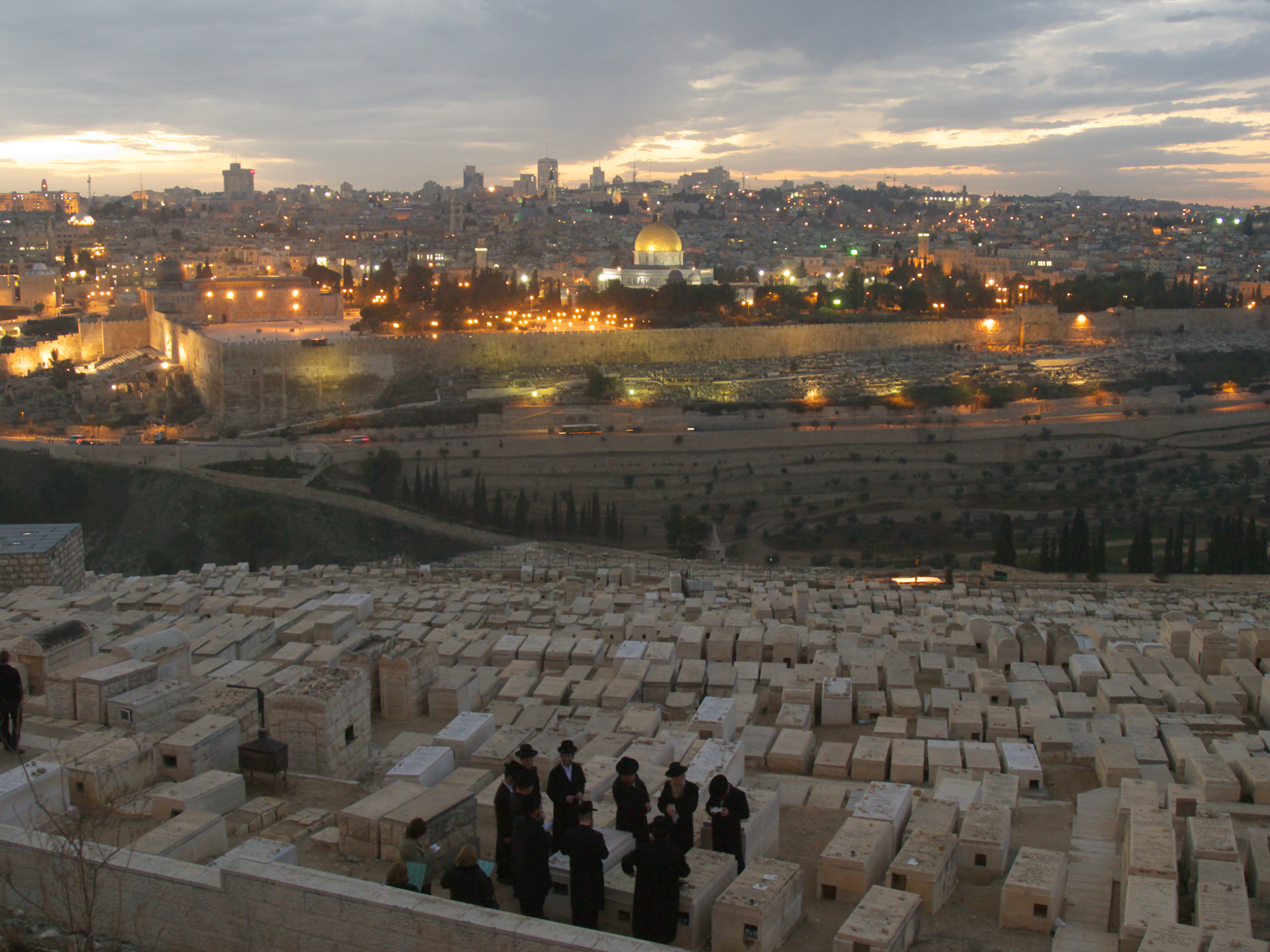
Kaddisch am Ölberg in Jerusalem zum Totengedenken am Grab

Das Kaddisch soll manchen Angaben nach zehnmal am Tag rezitiert werden. Auch bei den Tagesgebeten und im Gottesdienst nimmt es einen angestammten Platz ein. Hier markiert es die Übergänge zwischen den wichtigsten Abschnitten des Gottesdienstes.
Das Kaddisch wird außerdem zum Totengedenken und am Grabe (jitkale harba) gesprochen. Im Anschluss an einen Todesfall in der engeren Familie wird es vom (nächsten männlichen) Angehörigen elf Monate lang täglich gesprochen. Am Jahrestag eines Todesfalles wird es noch einmal gesprochen. (Damit endet diese Form ritualisierter Trauer.)
Eine Besonderheit des Kaddisch ist, dass es nur gesprochen werden darf, wenn ein Minjan (d. h. zehn erwachsene Juden) anwesend ist. Diese antworten an bestimmten Stellen des Kaddisch mit „wǝ’imrû ’āmēn“ (so sprechet: amen), mit „yǝhē’ schǝmēh rabbā’ mǝb̠ā’ mǝb̠ārak̠ lǝ‛ālam ûlǝ‛ālǝmayā’“ (sein großer Name sei gelobt für ewig und alle Zeiten) sowie mit „bǝrîk̠ hûh“ (er sei gelobt). Aus diesem Grund werden private Kaddisch in der Regel in einer Synagoge gesprochen, wo jemand (z. B. ein Trauernder) leicht ein Minjan antreffen kann.

## Fassungen
Es existieren verschiedene Kaddisch-Fassungen des liturgischen bzw. Waisen-Gebets der Söhne, je nach Verwendungszweck.

### Das halbe Kaddisch
Das „halbe Kaddisch“ (Chatzi Kaddisch) ist tatsächlich das Kaddisch ohne jeden Zusatz; es ist das ursprüngliche Kaddisch (dient zur Unterteilung des Gottesdienstes bzw. zur Verbindung zwischen dessen liturgischen Komplexen).

### Das ganze Kaddisch
Das ursprüngliche Kaddisch mit dem Zusatz: „Möge Erhörung finden das Gebet und die Bitte von ganz Israel vor seinem Vater im Himmel, sprechet: Amen! Fülle des Friedens und Leben möge vom Himmel herab uns und ganz Israel zuteilwerden, sprechet: Amen! Der Frieden stiftet in seinen Himmelshöhen, stifte Frieden unter uns und ganz Israel, sprechet: Amen!“

### Das „Kaddisch der Waisen“
Das „Kaddisch der Waisen“ (Kaddisch jatom) wird auch „Kaddisch der Leidtragenden“ genannt (Awelim-Kaddisch). Wenn ein Jude stirbt, ist eine Lücke entstanden unter jenen, die die Gebote befolgen. Nach jüdischem Glauben steigt die Seele des Verstorbenen zu Gott empor, wenn sein Sohn oder ein anderer Angehöriger seinen Platz einnimmt und seine Pflichten übernimmt. Deshalb sagt eine Waise das Kaddisch. Das ist der Sinn des Ausdrucks „Kaddisch der Waisen“. Wer das Kaddisch spricht – und zwar zuerst bei der Beerdigung eines der „sieben nahen Angehörigen“ (Vater, Mutter, Bruder, Schwester, Sohn, Tochter oder Ehefrau) – wiederholt es in den elf Monaten nach dem Tod des Betreffenden. Der Trauernde spricht das Kaddisch der Waisen, d. h. das ganze Kaddisch außer dem Satz „Möge Erhörung finden das Gebet …“, das nur der Vorbeter am Ende jedes Gebetes sagt. Das Kaddisch der Waisen wird an vielen Stellen eingeschaltet.

### Das „Kaddisch nach dem Studium“
Das „Kaddisch nach dem Studium“ heißt auch „Kaddisch der Rabbiner“ (Kaddisch de-Rabbanan). Dieses Kaddisch wird nach dem Studium jedes beliebigen Abschnitts des mündlichen Gesetzes (Mischna, Baraita, Talmud) gesprochen. Es ist das übliche Kaddisch, erweitert lediglich um ein besonderes Gebet für das Wohl aller, die sich mit der Tora beschäftigen. Dieser Zusatz, dem das Kaddisch seine Bezeichnung „Kaddisch nach dem Studium“ verdankt, lautet: „Israel, den Lehrern, ihren Schülern, allen Schülern ihrer Schüler und allen, die sich mit der Tora beschäftigen, … an diesem heiligen Ort und an jedem anderen Ort. Ihnen sei Fülle des Friedens, Gunst, Gnade, Erbarmen, langes Leben, reichlicher Lebensunterhalt und Erlösung vor ihrem Vater im Himmel und auf Erden, sprechet: Amen!“

## Vertonungen
Vom Kaddisch gibt es zahlreiche Vertonungen, vom einfachen Parlando bis zu feierlichen Solokompositionen für den Vorbeter. Salamone Rossi hat in seiner Sammlung Hohelied des Salomo das Kaddisch in zwei Versionen komponiert, für jeweils drei- und fünfstimmigen Chor. Der italienische Barockkomponist Benedetto Marcello notiert in seinem Estro poetico-armonico eine tänzerisch-fröhliche Version des Kaddisch, zum Abschluss des Sabbatgebetes. Maurice Ravel nahm das Kaddisch als Nr. 1 in seine Deux mélodies hébraiques auf (1914 für Gesang mit Harfe oder Klavier, 1919/20 orchestriert). Leonard Bernstein überschrieb seine 3. Sinfonie (UA 1963 Tel Aviv) mit „Kaddish“. In dieser Sinfonie wird das Kaddisch mehrfach in gesungener Form rezitiert. Auch Mieczysław Weinberg beschäftigt sich in seiner letzten vollendeten Symphonie No. 21 Kaddish (1992) mit dem Gebet.